# Піч (сузір'я)

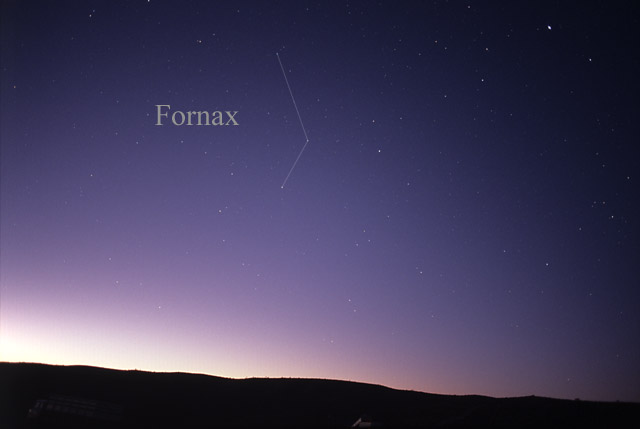
Піч неозброєним оком.

Піч (лат. Fornax) — сузір'я південної півкулі неба, містить 57 зірок видимих неозброєним оком. Найкращі умови видимості ввечері у грудні-січні (низько над південним горизонтом).

## Історія
Нове сузір'я, запропоноване Нікола Лакаєм у 1754 році. У 1756 році вперше опубліковане під назвою Хімічна Піч (лат. Fornax Chemica).

## Примітні об'єкти
У сузір'ї Печі знаходиться так звана Область наддалекого огляду Габбла (Hubble Ultra Deep Field) і скупчення галактик Піч (Fornax Cluster).